# 恐龙乡
恐龙乡，是中华人民共和国四川省广安市岳池县曾经下辖的一个乡。2019年12月，撤销恐龙乡，将其所属行政区域划归酉溪镇管辖。

## 行政区划
恐龙乡撤销前下辖以下地区：
石龙社区、半边街村、补家坝村、石门村、唐家盖村、文昌寨村、墙干村、河北滩村、秀观音村、五通堂村、黄花岭村和胡家沟村。